# FK Vučje
Fudbalski Klub Vučje (serb.: Фудбалски Клуб Вучје) – serbski klub piłkarski z siedzibą w Vučje, w mieście Leskovac (w okręgu jablanickim). Został utworzony w 1945 roku. Obecnie występuje w Okružnej lidze (5. poziom serbskich rozgrywek piłkarskich), w grupie Jablanička okružna liga - grupa Istok. 
W czasach Federalnej Republiki Jugosławii najwyższym poziomem rozgrywek piłkarskich w których "FK Vučje" występował to rozgrywki Drugiej ligi SR Јugoslavije, gdzie klub występował 4 sezony: 1997/98 oraz 1999/00, 2000/01 i 2001/02).

## Stadion
Klub rozgrywa swoje mecze domowe na stadionie Stadion Krsta Stojanovica w Vučje, który może pomieścić 4.000 widzów.

## Sezony
| Sezon                          | Liga                                             | Poziom | Miejsce |
| Federalna Republika Jugosławii |                                                  |        |         |
| 1999/00                        | Druga liga SR Јugoslavije – Grupa Istok (Wschód) | II     | 14      |
| 2000/01                        | Druga liga SR Јugoslavije – Grupa Istok (Wschód) | II     | 14      |
| 2001/02                        | Druga liga SR Јugoslavije – Grupa Istok (Wschód) | II     | 18      |
| 2002/03                        | Srpska liga (Grupa Niš)                          | III    | 8       |
| Serbia i Czarnogóra            |                                                  |        |         |
| 2003/04                        | Zonska liga (Juznomoravska zona)                 | IV     | 11      |
| 2004/05                        | brak danych                                      | ?      | ?       |
| 2005/06                        | brak danych                                      | ?      | ?       |
| Serbia                         |                                                  |        |         |
| 2006/07                        | Jablanička okružna liga                          | V      | 1       |
| 2007/08                        | Zonska liga (Niska zona)                         | IV     | 7       |
| 2008/09                        | Zonska liga (Niska zona)                         | IV     | 3       |
| 2009/10                        | Zonska liga (Niska zona)                         | IV     | 2       |
| 2010/11                        | Zonska liga (Niska zona)                         | IV     | 8       |
| 2011/12                        | Zonska liga (Niska zona)                         | IV     | 12      |
| 2012/13                        | Zonska liga (Niska zona)                         | IV     | 14      |
| 2013/14                        | Jablanička okružna liga                          | V      | 11      |
| 2014/15                        | Jablanička okružna liga                          | V      | 10      |
| 2015/16                        | Jablanička okružna liga                          | V      | 9       |
| 2016/17                        | Jablanička okružna liga                          | V      | 11      |
| 2017/18                        | Jablanička okružna liga                          | V      | 2       |
| 2018/19                        | Jablanička okružna liga                          | V      | 3       |
| 2019/20                        | Jablanička okružna liga                          | V      | 2 *     |
| 2020/21                        | Jablanička okružna liga - grupa Istok            | V      | ?       |

 * Z powodu sytuacji epidemicznej związanej z koronawirusem COVID-19 rozgrywki sezonu 2019/2020 zostały zakończone po rozegraniu 17 kolejek.

## Sukcesy
- 14. miejsce Drugiej ligi SR Јugoslavije – Grupa Istok (2x): 2000 i 2001.
- mistrzostwo Srpskiej ligi – Grupa Niš (III liga) (1x): 1997 (awans do Drugiej ligi SR Јugoslavije).
- mistrzostwo Okružnej ligi – Grupa Jablanička (V liga) (1x): 2007 (awans do Zonskiej ligi).
- wicemistrzostwo Zonskiej ligi – Grupa Niska (IV liga) (1x): 2010.
- wicemistrzostwo Okružnej ligi – Grupa Jablanička (V liga) (2x): 2018 i 2020.
- 4. miejsce Srpskiej ligi – Grupa Niš (III liga) (1x): 1999 (awans do Drugiej ligi SR Јugoslavije).